# Emilia Nuyado
Emilia Iris Nuyado Ancapichún (San Pablo, 17 de agosto de 1968) es una auditora y política chilena de origen mapuche-huilliche. Desde el 11 de marzo de 2018 se desempeña como diputada de la República por el distrito N.° 25 de la Región de Los Lagos.

## Biografía

### Familia y juventud
Nació el 17 de agosto de 1968 en el sector Huacahuincul, comuna de San Pablo, Región de Los Lagos. Es hija de Florindo Nuyado Nuyado, y de Sabina Ancapichún Ancapichún. Proviene de una familia mapuche-huilliche. Tiene nueve hermanos.
Es soltera.

### Estudios y vida laboral
Cursó su educación básica en la escuela de Lololhue, en San Pablo, y luego en la Escuela de la Misión de Quilacahuín, en la misma comuna. Finalizó su educación media en el Instituto Comercial de Osorno.
Cursó estudios de contabilidad en el Instituto Profesional de Osorno y de planificación social y auditoría en la Universidad de Los Lagos.
Tiene más de 25 años de experiencia pública en organizaciones sociales del mundo indígena, en especial comités rurales de mujeres y en la comunidad indígena Huacahuincul.

## Carrera política
Militante del Partido Socialista de Chile (PS) desde el año 2000 hasta el 2016, fue concejala durante cuatro periodos en la comuna de San Pablo.
También fue representante del pueblo mapuche ante la Corporación Nacional de Desarrollo Indígena (Conadi), siendo consejera nacional durante tres periodos (2004-2008, 2008-2012 y 2016-2020). En ambos cargos fue elegida popularmente con las primeras mayorías.
Participó en las elecciones parlamentarias de 2017, postulándose como diputada por el distrito 25 (Osorno, San Juan de la Costa, San Pablo, Puyehue, Río Negro, Purranque, Puerto Octay, Fresia, Frutillar, Llanquihue, Puerto Varas, Los Muermos), para el periodo 2018-2022. Fue elegida con 8142 votos, equivalentes al 6,3 %. Asumió el cargo el 11 de marzo de 2018.
El 14 de marzo de 2018, pasa a integrar las Comisiones Permanentes de Derechos Humanos y Pueblos Originarios; y de Agricultura, Silvicultura y Desarrollo Rural. Con fecha 3 de abril de 2019, es electa Presidenta de la Comisión de Derechos Humanos y Pueblos Originarios.
Al 20 de noviembre de 2020, integra las comisiones especiales investigadoras (CEI) sobre: Adquisición de tierras indígenas; Emergencia por contaminación de agua potable en Osorno; Proceso de recolección de datos por Carabineros; y Actos del Gobierno (Carabineros e Investigaciones) en el marco del control del orden público.
Ha participado en las comisiones especiales investigadoras sobre la Actuación de los organismos policiales, de persecución criminal y de inteligencia en torno a la supuesta existencia de pruebas falsas en el marco de la denominada "Operación Huracán" y Actuación del Ministerio del Interior y organismos policiales en muerte de Camilo Catrillanca.
Forma parte del Comité Parlamentario del PS. Asimismo, integra el Grupo Interparlamentario Chileno-Vietnamita.

## Historial electoral

### Elecciones parlamentarias de 2017
- Elecciones parlamentarias de 2017 a Diputado por el distrito 25 (Fresia, Frutillar, Llanquihue, Los Muermos, Osorno, Puerto Octay, Puerto Varas, Puyehue, Purranque, Río Negro, San Juan de la Costa y San Pablo)[6]

### Elecciones parlamentarias de 2021
- Elecciones parlamentarias de 2021 a Diputado por el distrito 25 (Fresia, Frutillar, Llanquihue, Los Muermos, Osorno, Puerto Octay, Puerto Varas, Puyehue, Purranque, Río Negro, San Juan de la Costa y San Pablo).[7]